# Communauté de communes du Pays de Spincourt
Die Communauté de communes du Pays de Spincourt war ein französischer Gemeindeverband mit der Rechtsform einer Communauté de communes im Département Meuse in der Region Grand Est. Sie wurde am 15. Dezember 1993 gegründet und umfasste 21 Gemeinden. Der Verwaltungssitz befand sich im Ort Spincourt.

## Historische Entwicklung
Mit Wirkung vom 1. Januar 2017 fusionierte der Gemeindeverband mit der Communauté de communes de la Région de Damvillers und bildete so die Nachfolgeorganisation Communauté de communes de Damvillers Spincourt.

## Ehemalige Mitgliedsgemeinden
1. Amel-sur-l’Étang
2. Arrancy-sur-Crusne
3. Billy-sous-Mangiennes
4. Dommary-Baroncourt
5. Domremy-la-Canne
6. Duzey
7. Éton
8. Gouraincourt
9. Loison
10. Mangiennes
11. Muzeray
12. Nouillonpont
13. Pillon
14. Rouvrois-sur-Othain
15. Saint-Laurent-sur-Othain
16. Saint-Pierrevillers
17. Senon
18. Sorbey
19. Spincourt
20. Vaudoncourt
21. Villers-lès-Mangiennes